# Le Châtelet-sur-Retourne
Le Châtelet-sur-Retourne település Franciaországban, Ardennes megyében. Lakosainak száma 775 fő (2022. január 1.). Le Châtelet-sur-Retourne Bergnicourt, Ménil-Lépinois, Neuflize és Tagnon községekkel határos.

## Népesség
A település népességének változása:
| Lakosok száma | 398  | 362  | 568  | 531  | 746  | 784  | 794  | 782  | 776  | 775  |
|               | 1968 | 1982 | 1990 | 2006 | 2013 | 2015 | 2017 | 2019 | 2020 | 2022 |